# Cyathula coriacea
Cyathula coriacea är en amarantväxtart som beskrevs av Schinz. Cyathula coriacea ingår i släktet Cyathula, och familjen amarantväxter. Inga underarter finns listade i Catalogue of Life.